# Friedrich von Baudissin

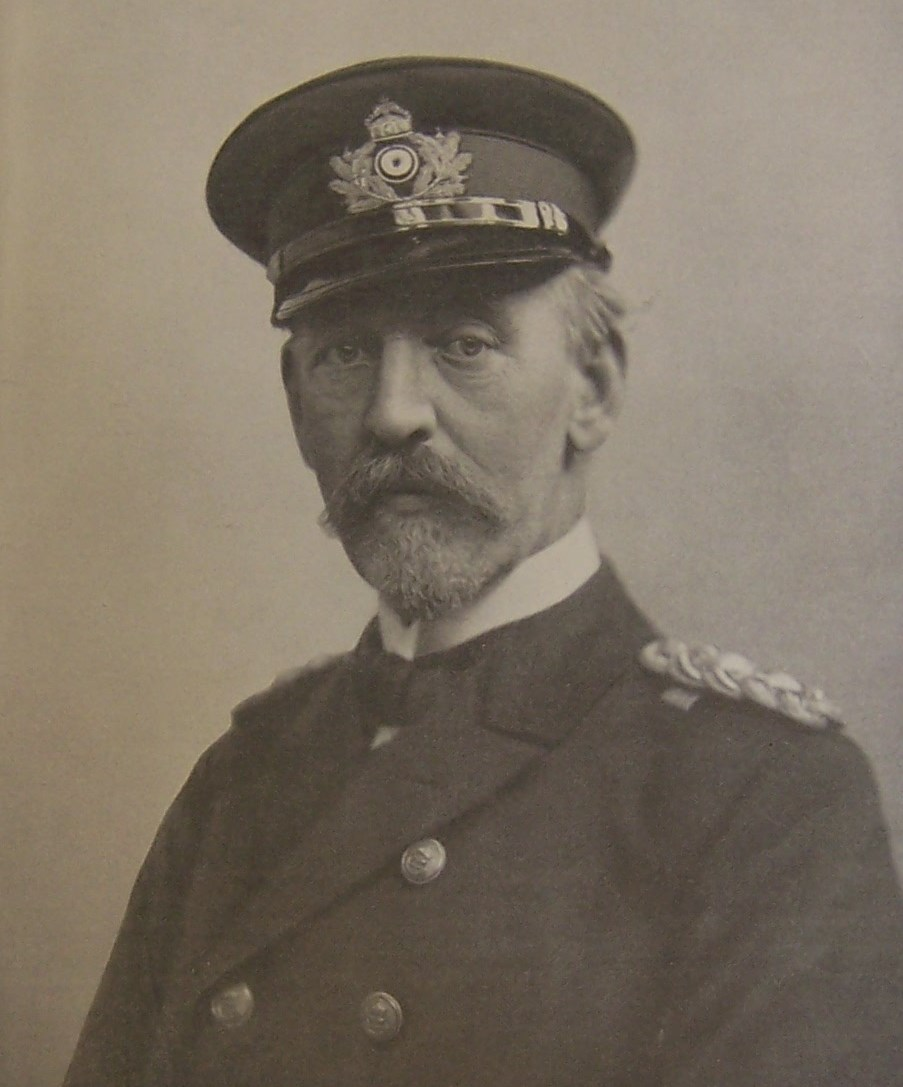
Friedrich Graf von Baudissin

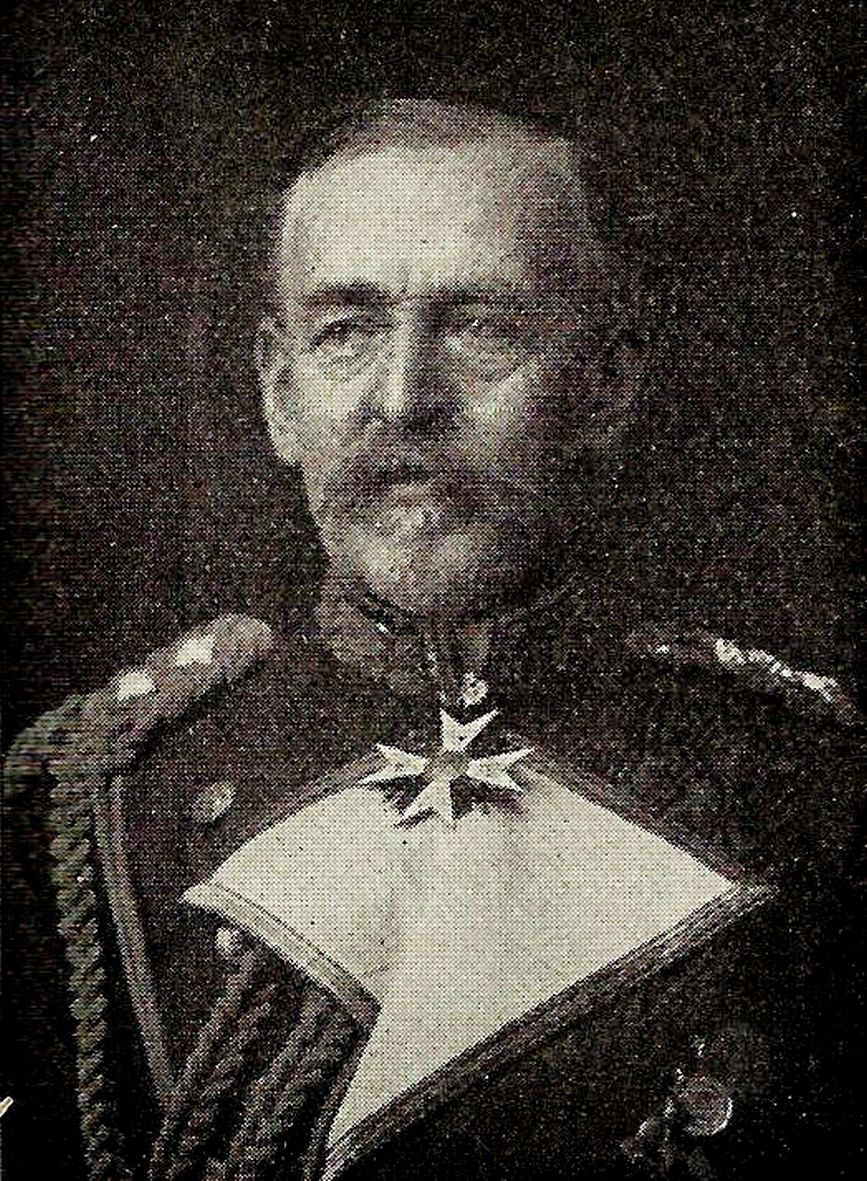
Admiral Friedrich Graf von Baudissin

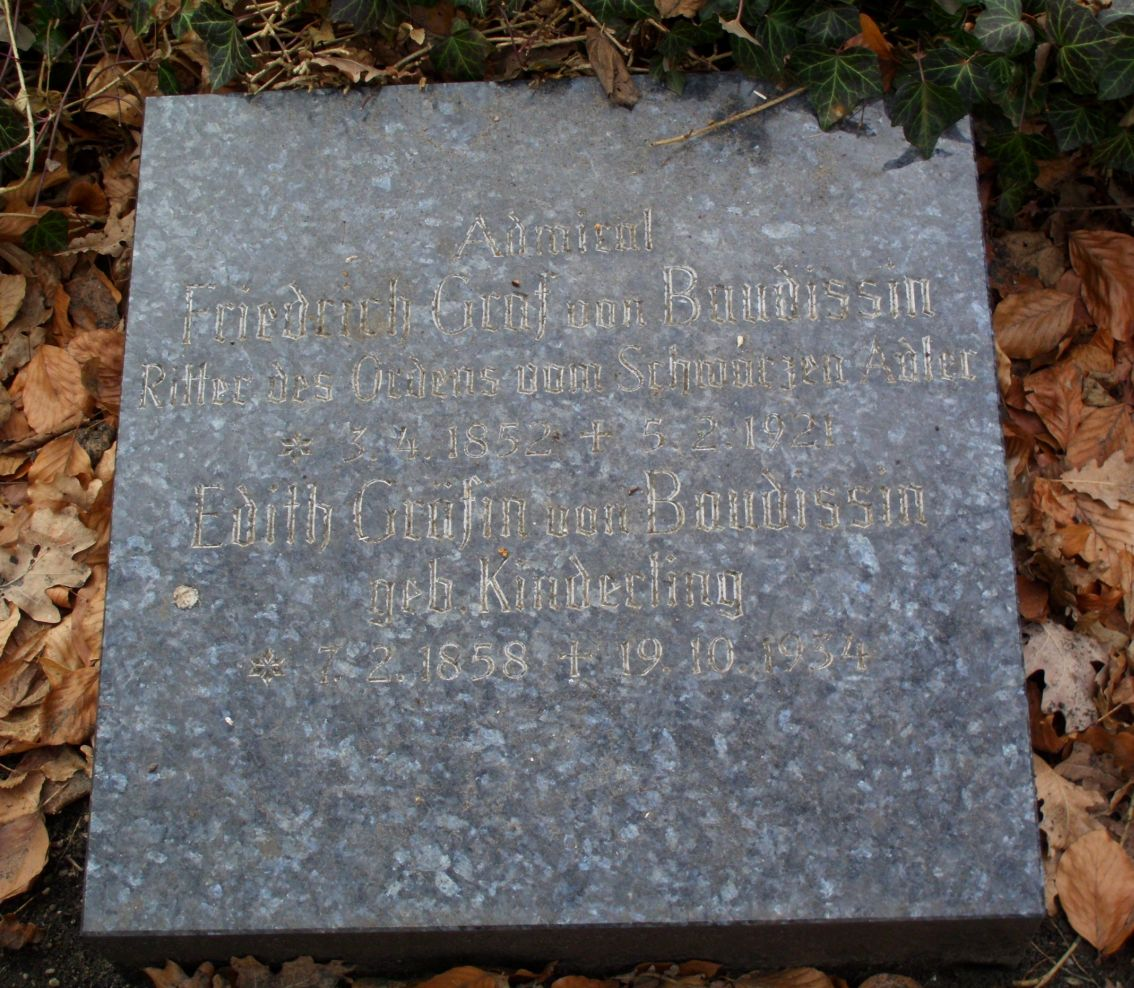
Restitutionsgrabstein für Friedrich und Edith von Baudissin auf dem Invalidenfriedhof Berlin (Zustand 2013)

Friedrich „Fritz“ Aimé Clothar Hugo Graf von Baudissin (* 3. April 1852 auf Gut Schierensee; † 5. Februar 1921 in Berlin-Charlottenburg) war ein deutscher Admiral sowie Flügeladjutant von Kaiser Wilhelm II.

## Leben

### Herkunft
Friedrich gehörte zu dem ursprünglich aus der Oberlausitz stammenden, im Dreißigjährigen Krieg nach Schleswig-Holstein gekommenen Adelsgeschlecht Baudissin. Er war der Sohn des Postdirektors Wolf Friedrich Ottomar von Baudissin (1812–1887) und dessen erster Ehefrau Théonie, geborene von Mesmer-Saldern (1817–1855). Damit war er der Neffe von Thekla, Asta, Ulrich und Adelbert Heinrich von Baudissin. Wolf Ernst Hugo Emil von Baudissin war somit ein Cousin ersten Grades, Annie von Baudissin und Theodor von Baudissin waren Cousins zweiten Grades von Friedrich von Baudissin.

### Militärkarriere
Baudissin trat am 15. April 1867 in die Preußische Marine ein. Nach seiner Grund- und Schiffsausbildung auf den Segelfregatten Gefion und Niobe erfolgte am 1. August 1868 seine Ernennung zum Seekadetten. Als solcher versah er Dienst auf dem Schoner Hela, kam abermals auf die Gefion sowie auf die Gedeckte Korvette Arcona. Im Anschluss daran wurde Baudissin am 1. August 1869 auf die Gedeckte Korvette Hertha versetzt und hier am 19. August 1871 zum Unterleutnant zur See befördert.
Vom 12. Dezember 1872 bis 14. April 1873 gehörte er der II. Matrosen-Division an und war dann für ein Jahr an der Marineschule. Danach kam Baudissin als Wachoffizier auf den Aviso Loreley. Kurzzeitig war er in gleicher Funktion im Februar und März 1875 auf der Panzerfregatte Kaiser und wurde dort am 16. März zum Leutnant zur See befördert. In den kommenden Jahren folgten Verwendungen an Bord des Aviso Loreley als Erster Offizier sowie als Wachoffizier auf der Segelfregatte Niobe und der Glattdeckskorvette Augusta. Vom 2. November 1878 bis 4. Mai 1879 absolvierte Baudissin an der Marineakademie den I. Coetus, wurde kurzzeitig als Navigationsoffizier auf der Panzerfregatte Friedrich Carl verwendet und setzte dann seine Ausbildung mit dem II. und III. Coetus fort. Als Kapitänleutnant (seit 15. April 1880) kam Baudissin im Anschluss als 2. Adjutant für drei Jahre in den Stab der Marinestation der Nordsee. Zugleich verwendete man ihn zeitweise als Kommandanten der Aviso Falke und Pommerania. Am 18. April 1884 erfolgte seine Ausreise auf dem Dampfschiff Taormina in die Südsee, um auf dem dort liegenden Stationsschiff Albatross zunächst als Erster Offizier, dann ab 20. November 1885 als Kommandant tätig zu sein. Mit dem Kreuzer nahm er an Gefechten im Bismarck-Archipel teil, um die Interessen der dort tätigen Neuguinea-Kompagnie zu unterstützen. Im Dezember 1886 übergab er das Kommando an Korvettenkapitän Ernst von Frantzius.
Von 1891 bis 1895 und erneut von 1897 bis 1898 folgten Verwendungen im Reichsmarineamt, unter anderem als Vorstand der militärischen Abteilung von Juni 1894 bis Oktober 1895 sowie als Vorstand der nautischen Abteilung von September 1897 bis Oktober 1898. Zwischen diesen beiden Zeiten im RMA kommandierte von Baudissin die Kurfürst Friedrich Wilhelm.
Am 11. Dezember 1898 wurde er als Kapitän zur See (seit 20. November 1893) Kommandant der Hohenzollern, der Yacht von Kaiser Wilhelm II. Dieses Kommando hat er bis zum 16. August 1902 inne. Zugleich wurde er am 16. Juli 1899 auch zum Flügeladjutanten des Kaisers berufen und am 22. Juni 1901 zum Konteradmiral befördert. Am 19. November 1902 als Vertreter von Vizeadmiral Richard von Geißler 2. Admiral des Ostasiengeschwaders, welcher auf der Hansa residierte. Im November 1902 und März 1903 befuhr die Hansa den Jangtse bis Nanjing und besuchte im April 1903 Japan, wo Baudissin eine Audienz bei Tennō Mutsuhito hatte und anschließend das Deutsche Reich bei der Flottenrevue in Kōbe vertrat. Im Juli 1903 befand er sich mit der Hansa erneut in Korea. Am 20. Oktober 1903 holte Graf von Baudissin seine Flagge als 2. Admiral nieder und wurde am 22. November durch Kapitän zur See Henning von Holtzendorff ersetzt.
Es folgte am 12. April 1904 seine Ernennung zum Inspekteur der I. Marineinspektion Ostsee in Kiel. Noch im gleichen Jahr wurde er dann Befehlshaber des I. Geschwaders der Hochseeflotte und in dieser Funktion am 27. Januar 1905 zum Vizeadmiral befördert.
Nach einer Kommandierung zur Dienstleistung beim Kaiser im Jahr 1907 sowie einer weiteren Kommandierung zur Dienstleistung zum Admiralstab der Marine wurde er am 27. Januar 1908 zum Admiral befördert und zugleich als Nachfolger von Admiral Wilhelm Büchsel zum Chef des Admiralstabes ernannt. Dieses Amt hatte er vom 29. Januar 1908 bis zum 5. September 1909 inne. Nachfolger wurde anschließend Admiral Max von Fischel. Er selbst übernahm im Anschluss vom 6. September 1909 bis 12. April 1913 das Amt des Chef der Marinestation der Nordsee mit Sitz in Wilhelmshaven. In dieser Funktion ist sein Name auch eng mit der Entwicklung Wilhelmshavens verbunden wie zum Beispiel durch den Bau der 1913 eröffneten Kaiser-Friedrich-Kunsthalle und des dazugehörigen Vereins der Kunstfreunde für Wilhelmshaven. Er wurde zum Ehrenbürger der heute zu Wilhelmshaven gehörenden Stadt Rüstringen ernannt.
Nach Beendigung dieser Tätigkeit wurde er zur Disposition und zugleich à la suite des Seeoffizierkorps gestellt. Für seine Verdienste wurde er unter anderem am 4. März 1912 mit dem Schwarzen Adlerorden, dem höchsten Orden des Königreichs Preußen ausgezeichnet. Ihm zu Ehren ist der Baudissin-Gletscher auf der antarktischen Insel Heard benannt.
Seine Grabstätte befindet sich auf dem Invalidenfriedhof in Berlin-Mitte. und wurde nach 1989 mit einem Restitutionsstein gekennzeichnet.

### Familie
Baudissin hatte sich am 7. Februar 1879 in Kiel mit Edith Kinderling (1858–1934) verheiratet. Sie war die Tochter des deutschen Vizeadmirals Franz Kinderling (1820–1895). Aus der Ehe gingen der Sohn Wolf (1882–1939) und die Tochter Asta (1888–1968), verehelichte von Arnim, hervor.